# برانکو گرونباوم
برانکو گرونباوم (به انگلیسی: Branko Grünbaum) (زاده ۲ اکتبر ۱۹۲۹–درگذشته ۱۴ سپتامبر ۲۰۱۸) ریاضی‌دان یوگسلاوی تبار یهودی تبار و استاد ممتاز در دانشگاه واشینگتن در سیاتل  بود. او مدرک دکتری خود را از دانشگاه عبری اورشلیم در اسرائیل در سال ۱۹۵۷ دریافت کرد.
گرنباوم بیش از ۲۰۰ مقاله، عمدتاً در هندسه گسسته، تألیف کرده‌است و در آن زمینه با قضایای طبقه‌بندی مختلف شناخته شده‌است. او از نویسندگان نظریه چندوجهی‌های مجرد بود.